# Basawluk
Der Basawluk (russisch und ukrainisch Базавлук) ist ein 158 km langer rechter Nebenfluss des Dnepr. Er entwässert ein Einzugsgebiet von 4.200 km².

## Verlauf
Der Fluss entspringt im Osten des Dneprhochlands südöstlich des Dorfes Kosodub (ukrainisch Козодуб) im Rajon Krynytschky, durchfließt dann den Westen der ukrainischen Oblast Dnipropetrowsk und mündet südlich von Pokrow bei dem Dorf Hruschiwka in den zum Kachowkaer Stausee angestauten Dnepr.

## Nebenflüsse
Die größten Nebenflüsse des Basawluk sind die 88 km lange Kamjanka (ukrainisch Кам'янка), die bei Ust-Kamenka (Усть-Каменка) von rechts in den Basawluk mündet und die 56 km lange Solona (ukrainisch Солона).

## Geschichte
Im Fluss bei Kapuliwka befand sich in den Jahren 1593–1638 die Sitsch Basawluk der Saporoger Kosaken.